# 화홍고등학교
화홍고등학교(華虹高等學校)는 대한민국 경기도 수원시 권선구 권선동에 있는 공립 고등학교이다.

## 학교 연혁
- 1999년 1월 15일 : 24학급 설립인가
- 1999년 3월 1일 : 개교
- 1999년 3월 1일 : 초대 김사식 교장 부임
- 1999년 3월 5일 : 제1회 신입생 입학 (남/여 8학급 374명)
- 2002년 2월 6일 : 제1회 졸업식 (8학급 349명)
- 2010년 8월 18일 : 47학급 설립인가(2011학년도 특수학급 1 신설 별도)
- 2022년 9월 1일 : 제9대 이준영 교장 부임
- 2023년 12월 29일 : 제23회 졸업식(12학급 265명, 누적인원 10,832명)
- 2024년 3월 4일 : 제26회 신입생 입학(남·여 12학급 322명)

## 참고 자료
- 화홍고등학교 - 한국교육학술정보원 학교알리미